# 1505
Il 1505 (MDV in numeri romani) è un anno  del XVI secolo.

## Eventi
- I portoghesi conquistano la città di Kilwa (oggi in Tanzania) e fondano Santa Cruz do Cabo de Gué (Oggi Agadir, in Marocco)
- Gli spagnoli occupano Mers el Kebir.
- Erasmo da Rotterdam pubblica le Annotationes al Nuovo Testamento di Lorenzo Valla.
- L'esploratore portoghese Lourenço de Almeida è il primo europeo a sbarcare a Ceylon.
- Secondo soggiorno a Venezia di Albrecht Dürer.
- 17 luglio – Martin Lutero entra in convento a Erfurt. Diventerà sacerdote due anni dopo.

## Nati

### Gennaio
- 13 gennaio - Gioacchino II di Brandeburgo, nobile tedesco († 1571)
- 30 gennaio - Thomas Tallis, compositore inglese († 1585)

### Febbraio
- 5 febbraio - Aegidius Tschudi, storico, cartografo e politico svizzero († 1572)
- 25 febbraio - Domenico Giunti, architetto, pittore e ingegnere italiano († 1560)

### Marzo
- 16 marzo - Francesco Balbi da Correggio, scrittore e militare italiano († 1589)
- 22 marzo - Anton Francesco Grazzini, poeta, scrittore e commediografo italiano († 1584)

### Maggio
- 19 maggio - Giovan Girolamo de' Rossi, vescovo cattolico e umanista italiano († 1564)
- 31 maggio - Lucrezia Pico Rangoni, nobildonna italiana († 1550)

### Luglio
- 17 luglio - Janet Stewart, nobildonna scozzese († 1563)

### Settembre
- 15 settembre - Maria d'Asburgo († 1558)
- 19 settembre - Alessandro d'Este, nobile († 1505)
- 23 settembre - Anna di Laval, nobile francese († 1554)

### Novembre
- 23 novembre - Ercole Gonzaga, cardinale italiano († 1563)

### Dicembre
- 18 dicembre - Philipp von Hutten, esploratore tedesco († 1546)
- 21 dicembre - Thomas Wriothesley, I conte di Southampton, nobile e politico britannico († 1550)
- 25 dicembre - Cristina di Sassonia, nobile tedesca († 1549)

### Senza giorno specificato
- Giorgio d'Austria, arcivescovo cattolico austriaco († 1557)
- Phothisarat I, sovrano laotiano († 1550)
- Shahghali, nobile († 1567)
- Jacques d'Albon de Saint-André, militare francese († 1562)
- Pomponio Amalteo, pittore italiano († 1588)
- Asakura Kagetoshi, militare giapponese († 1572)
- Viglius van Aytta, politico olandese († 1577)
- Francesco Bandini Piccolomini, arcivescovo cattolico italiano († 1588)
- Luigi Bardone, teologo italiano († 1588)
- Giovan Battista Bellaso, crittografo italiano
- Violante Bentivoglio, marchesa († 1572)
- Tommaso Bernabei detto il Papacello, pittore italiano († 1559)
- Camillo Boccaccino, pittore italiano († 1546)
- Bernardino Cantone, architetto svizzero
- Luigi Capponi, letterato italiano († 1584)
- Lodovico Castelvetro, filologo e critico letterario italiano († 1571)
- William Cavendish, politico inglese († 1557)
- Luca Contile, letterato, commediografo e poeta italiano († 1574)
- Alonso de Córdoba,  spagnolo († 1589)
- Paolo Del Rosso, letterato e traduttore italiano († 1569)
- Ensapa Lobsang Döndrup, monaco buddhista tibetano († 1568)
- Girolamo Foscari, vescovo cattolico italiano († 1563)
- Enno II della Frisia orientale, conte († 1540)
- Fermo Ghisoni da Caravaggio, pittore italiano († 1575)
- Giulio Cesare Gonzaga di Novellara, patriarca cattolico italiano († 1550)
- Pirro Gonzaga, cardinale italiano († 1529)
- António de Gouveia, umanista portoghese († 1566)
- Hans Haller, orafo tedesco († 1547)
- Michel de l'Hôspital, scrittore e politico francese († 1573)
- Léonard Limosin, orafo

## Morti

### Gennaio
- 1º gennaio - Juan Castellar y de Borja, cardinale e arcivescovo cattolico spagnolo (n. 1441)
- 25 gennaio - Ercole I d'Este, duca italiano (n. 1431)
- 28 gennaio - Giovanni Garzoni, medico, storico e umanista italiano (n. 1419)
- 30 gennaio - Gian Domenico Doria, nobile e condottiero italiano

### Febbraio
- 4 febbraio - Giovanna di Valois, monaca cristiana e santa francese (n. 1464)

### Marzo
- 13 marzo - Gabriele di Battista, scultore e architetto italiano

### Aprile
- 27 aprile - Costantino II di Georgia, sovrano georgiano

### Maggio
- 4 maggio - Ladislao da Gielniów, presbitero polacco
- 28 maggio - Ascanio Maria Sforza, cardinale italiano (n. 1455)

### Giugno
- 8 giugno - Hongzhi, imperatore cinese (n. 1470)
- 10 giugno - Qutlugh Nigar Khanum, principessa mongola
- 18 giugno - Osanna Andreasi,  italiana (n. 1449)

### Luglio
- 16 luglio - Antonio Persona, criminale e medico italiano (n. 1475)
- 20 luglio - Bianca de' Medici, nobildonna italiana (n. 1445)
- 30 luglio - Bernardino Carafa, patriarca cattolico italiano (n. 1472)

### Agosto
- 30 agosto - Elisabetta d'Asburgo, regina (n. 1436)
- 30 agosto - Tito Vespasiano Strozzi, poeta italiano (n. 1424)

### Settembre
- 5 settembre - Raymond Pérault, cardinale e vescovo cattolico francese (n. 1435)
- 16 settembre - Udalrico Lichtenstein, vescovo cattolico austriaco
- 29 settembre - Pierre Le Baud, presbitero e storico francese

### Ottobre
- 11 ottobre - Giovanni II di Monaco,  monegasco (n. 1468)
- 18 ottobre - Al-Suyuti, giurista, storico e mistico egiziano (n. 1445)
- 21 ottobre - Paul Scriptoris, religioso e teologo tedesco
- 27 ottobre - Ivan III di Russia, principe russo (n. 1440)

### Dicembre
- 4 dicembre - Gennadio di Novgorod, monaco cristiano, arcivescovo ortodosso e santo russo (n. 1410)
- 25 dicembre - George Grey, II conte di Kent, nobile e politico inglese (n. 1454)

### Senza giorno specificato
- Adamo di Fulda, monaco cristiano, teorico della musica e compositore tedesco
- Michail III di Tver', principe (n. 1453)
- Muhammad al-Maghili, teologo arabo
- Narasimha Raya II, imperatore indiano
- Andrea Alessi, scultore e architetto italiano (n. 1425)
- Filippo Beroaldo il Vecchio, umanista e filologo italiano (n. 1453)
- Chimenti Camicia, architetto italiano (n. 1431)
- Sönam Choklang, monaco buddhista tibetano (n. 1438)
- Jean Colombe, pittore francese (n. 1430)
- Zsigmond Ernuszt, vescovo cattolico ungherese
- Alessandro d'Este, nobile (n. 1505)
- Matteo de' Fedeli, pittore italiano (n. 1450)
- João Fernandes Lavrador, esploratore portoghese (n. 1453)
- Vincenzo Frediani, pittore italiano
- Girolamo Gaglioffi, nobile e condottiero italiano
- Pietro Grassi, giurista italiano (n. 1450)
- Heinrich Kramer, religioso tedesco (n. 1430)
- Antonio Mancinelli, grammatico e umanista italiano (n. 1451)
- Francesco Marmitta, pittore e miniatore italiano
- Filippo Mazzola, pittore italiano
- Pedro Alonso Niño, esploratore spagnolo (n. 1468)
- Jacob Obrecht, compositore fiammingo
- Orlando Orsini, vescovo cattolico e letterato italiano
- Andrea Piccolomini Todeschini, nobile e politico italiano (n. 1445)
- Giovannangelo Porro, religioso italiano (n. 1451)
- Erhard Reuwich, tipografo e incisore olandese (n. 1450)
- Nicolosa Sanuti, nobildonna italiana
- Gabriele Zerbi, medico e anatomista italiano (n. 1445)
- Francesco de' Monti, diplomatico italiano
- Gülbahar Hatun,  ottomana

## Calendario
| Calendario 1505 | Calendario 1505 | Calendario 1505 | Calendario 1505 | Calendario 1505 | Calendario 1505 | Calendario 1505 | Calendario 1505 | Calendario 1505 | Calendario 1505 | Calendario 1505 | Calendario 1505 | Calendario 1505 | Calendario 1505 | Calendario 1505 | Calendario 1505 | Calendario 1505 | Calendario 1505 | Calendario 1505 | Calendario 1505 | Calendario 1505 | Calendario 1505 | Calendario 1505 | Calendario 1505 | Calendario 1505 | Calendario 1505 | Calendario 1505 | Calendario 1505 | Calendario 1505 | Calendario 1505 | Calendario 1505 | Calendario 1505 | Calendario 1505 |
| --------------- | --------------- | --------------- | --------------- | --------------- | --------------- | --------------- | --------------- | --------------- | --------------- | --------------- | --------------- | --------------- | --------------- | --------------- | --------------- | --------------- | --------------- | --------------- | --------------- | --------------- | --------------- | --------------- | --------------- | --------------- | --------------- | --------------- | --------------- | --------------- | --------------- | --------------- | --------------- | --------------- |
|                 | 1               | 2               | 3               | 4               | 5               | 6               | 7               | 8               | 9               | 10              | 11              | 12              | 13              | 14              | 15              | 16              | 17              | 18              | 19              | 20              | 21              | 22              | 23              | 24              | 25              | 26              | 27              | 28              | 29              | 30              | 31              |                 |
| Gennaio         | Me              | Gi              | Ve              | Sa              | Do              | Lu              | Ma              | Me              | Gi              | Ve              | Sa              | Do              | Lu              | Ma              | Me              | Gi              | Ve              | Sa              | Do              | Lu              | Ma              | Me              | Gi              | Ve              | Sa              | Do              | Lu              | Ma              | Me              | Gi              | Ve              |                 |
| Febbraio        | Sa              | Do              | Lu              | Ma              | Me              | Gi              | Ve              | Sa              | Do              | Lu              | Ma              | Me              | Gi              | Ve              | Sa              | Do              | Lu              | Ma              | Me              | Gi              | Ve              | Sa              | Do              | Lu              | Ma              | Me              | Gi              | Ve              |                 |                 |                 |                 |
| Marzo           | Sa              | Do              | Lu              | Ma              | Me              | Gi              | Ve              | Sa              | Do              | Lu              | Ma              | Me              | Gi              | Ve              | Sa              | Do              | Lu              | Ma              | Me              | Gi              | Ve              | Sa              | Do              | Lu              | Ma              | Me              | Gi              | Ve              | Sa              | Do              | Lu              |                 |
| Aprile          | Ma              | Me              | Gi              | Ve              | Sa              | Do              | Lu              | Ma              | Me              | Gi              | Ve              | Sa              | Do              | Lu              | Ma              | Me              | Gi              | Ve              | Sa              | Do              | Lu              | Ma              | Me              | Gi              | Ve              | Sa              | Do              | Lu              | Ma              | Me              |                 |                 |
| Maggio          | Gi              | Ve              | Sa              | Do              | Lu              | Ma              | Me              | Gi              | Ve              | Sa              | Do              | Lu              | Ma              | Me              | Gi              | Ve              | Sa              | Do              | Lu              | Ma              | Me              | Gi              | Ve              | Sa              | Do              | Lu              | Ma              | Me              | Gi              | Ve              | Sa              |                 |
| Giugno          | Do              | Lu              | Ma              | Me              | Gi              | Ve              | Sa              | Do              | Lu              | Ma              | Me              | Gi              | Ve              | Sa              | Do              | Lu              | Ma              | Me              | Gi              | Ve              | Sa              | Do              | Lu              | Ma              | Me              | Gi              | Ve              | Sa              | Do              | Lu              |                 |                 |
| Luglio          | Ma              | Me              | Gi              | Ve              | Sa              | Do              | Lu              | Ma              | Me              | Gi              | Ve              | Sa              | Do              | Lu              | Ma              | Me              | Gi              | Ve              | Sa              | Do              | Lu              | Ma              | Me              | Gi              | Ve              | Sa              | Do              | Lu              | Ma              | Me              | Gi              |                 |
| Agosto          | Ve              | Sa              | Do              | Lu              | Ma              | Me              | Gi              | Ve              | Sa              | Do              | Lu              | Ma              | Me              | Gi              | Ve              | Sa              | Do              | Lu              | Ma              | Me              | Gi              | Ve              | Sa              | Do              | Lu              | Ma              | Me              | Gi              | Ve              | Sa              | Do              |                 |
| Settembre       | Lu              | Ma              | Me              | Gi              | Ve              | Sa              | Do              | Lu              | Ma              | Me              | Gi              | Ve              | Sa              | Do              | Lu              | Ma              | Me              | Gi              | Ve              | Sa              | Do              | Lu              | Ma              | Me              | Gi              | Ve              | Sa              | Do              | Lu              | Ma              |                 |                 |
| Ottobre         | Me              | Gi              | Ve              | Sa              | Do              | Lu              | Ma              | Me              | Gi              | Ve              | Sa              | Do              | Lu              | Ma              | Me              | Gi              | Ve              | Sa              | Do              | Lu              | Ma              | Me              | Gi              | Ve              | Sa              | Do              | Lu              | Ma              | Me              | Gi              | Ve              |                 |
| Novembre        | Sa              | Do              | Lu              | Ma              | Me              | Gi              | Ve              | Sa              | Do              | Lu              | Ma              | Me              | Gi              | Ve              | Sa              | Do              | Lu              | Ma              | Me              | Gi              | Ve              | Sa              | Do              | Lu              | Ma              | Me              | Gi              | Ve              | Sa              | Do              |                 |                 |
| Dicembre        | Lu              | Ma              | Me              | Gi              | Ve              | Sa              | Do              | Lu              | Ma              | Me              | Gi              | Ve              | Sa              | Do              | Lu              | Ma              | Me              | Gi              | Ve              | Sa              | Do              | Lu              | Ma              | Me              | Gi              | Ve              | Sa              | Do              | Lu              | Ma              | Me              |                 |